# Monte Aso
O monte Aso (阿蘇山, Aso-san) é um dos vulcões na caldeira do supervulcão Aso; situado na parte central da ilha Kyushu, Japão.
O mais alto dos seus seus cinco cumes atinge os 1592 m de altitude, e alberga uma das maiores e crateras de vulcões ativos do mundo, que mede 114 km de circunferência. A sua caldeira vulcânica indica a posição da cratera original, alojando um vulcão ativo e fornecendo águas termais no seu território.
O seu vulcanismo é devido à subducção do arco insular. Nesta zona, a placa tectónica filipina mergulha por baixo da placa euroasiática.
A depressão é povoada, e há pastagens para criação pecuária e subsequente produção de leite. O vulcão é o centro do Parque Nacional Aso Kujū. A sua última erupção foi em 2008. Nos 70 anos anteriores, só a cratera mais setentrional esteve ativa (1974, 1979, 1984–1985 e 1989-1991).

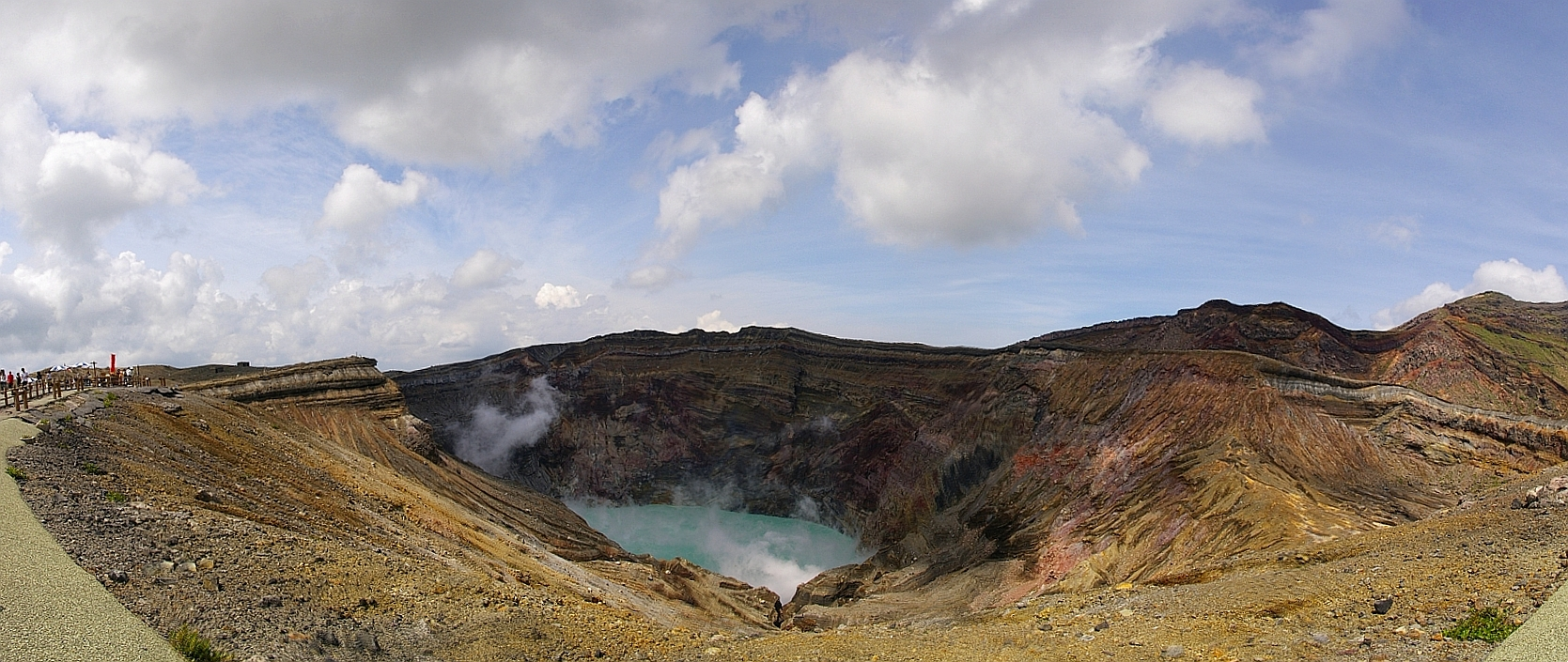
Cratera do Monte Aso

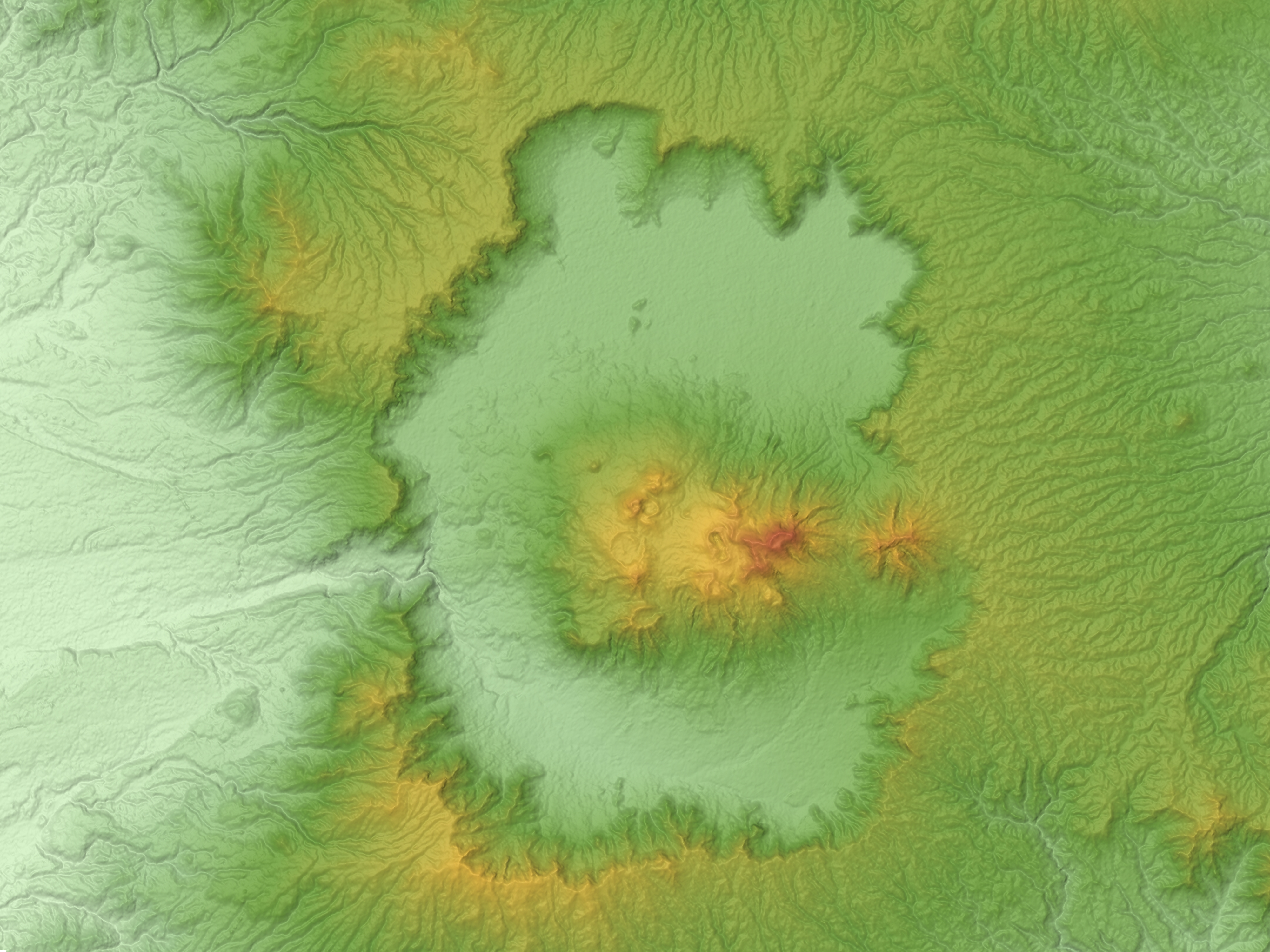
Caldeira do Monte Aso